# James Culpepper
Pour les articles homonymes, voir Culpepper.
James Culpepper (né le 21 juin 1981) est le batteur du groupe Flyleaf.
C'est l'un des deux membres fondateurs du groupe Flyleaf, avec Lacey Mosley.